# Vittorio Maria Baldassare Gaetano Costa d'Arignano
Vittorio Maria Baldassare Gaetano Costa d'Arignano (né le 10 mars 1737 à Turin, au Piémont, alors dans le royaume de Sardaigne et mort dans la même ville le 16 mai 1796) est un cardinal italien du XVIIIe siècle. 

## Biographie
Vittorio Maria Baldassare Gaetano Costa d'Arignano est recteur de l'université de Turin et aumônier du roi de Sardaigne. Il est nommé évêque de Verceil et 1769 et est consacré le 21 septembre de la même année par Carlo Vittorio Amedeo delle Lanze avec comme co-consécrateurs Francesco Saverio de Zelada et Orazio Mattei (de). Il est nommé archevêque de Turin en 1778. Le pape Pie VI le crée cardinal lors du consistoire du 30 mars 1789.

## Succession apostolique
Vittorio Maria Baldassare Gaetano Costa d'Arignano a ordonné les évêques suivants :
- Évêque Michel Conseil (1780)
- Archevêque Filippo Giacinto Olivieri de Vernier (1784)
- Évêque Joseph-Marie Paget (1787)
- Archevêque Giacinto della Torre, O.E.S.A. (1790)
- Archevêque Emidio Ziucci (1795)